# Kniphofia caulescens
Kniphofia caulescens är en grästrädsväxtart som beskrevs av John Gilbert Baker. Kniphofia caulescens ingår i Fackelliljesläktet som ingår i familjen grästrädsväxter. Inga underarter finns listade i Catalogue of Life.

## Bildgalleri

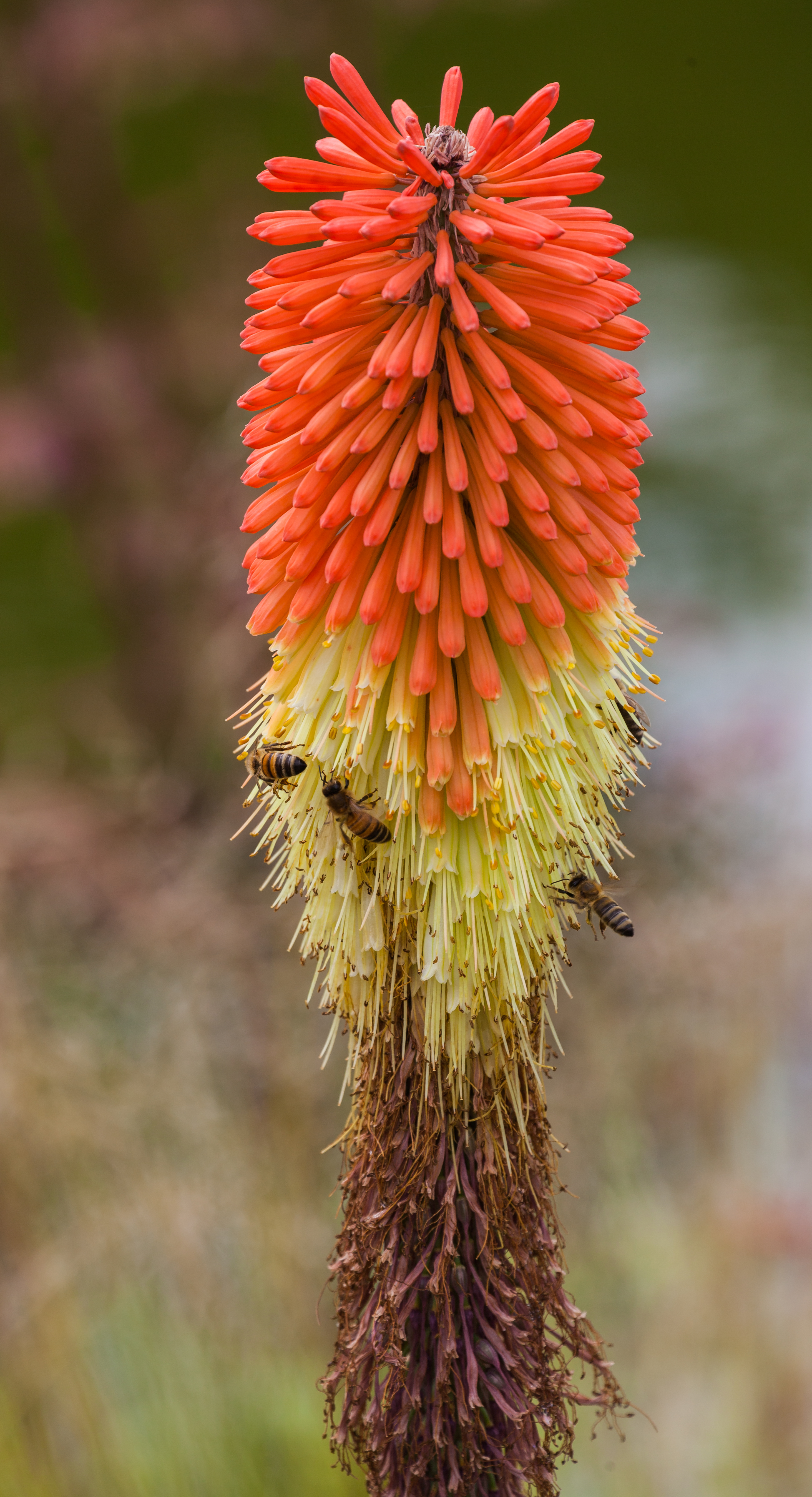
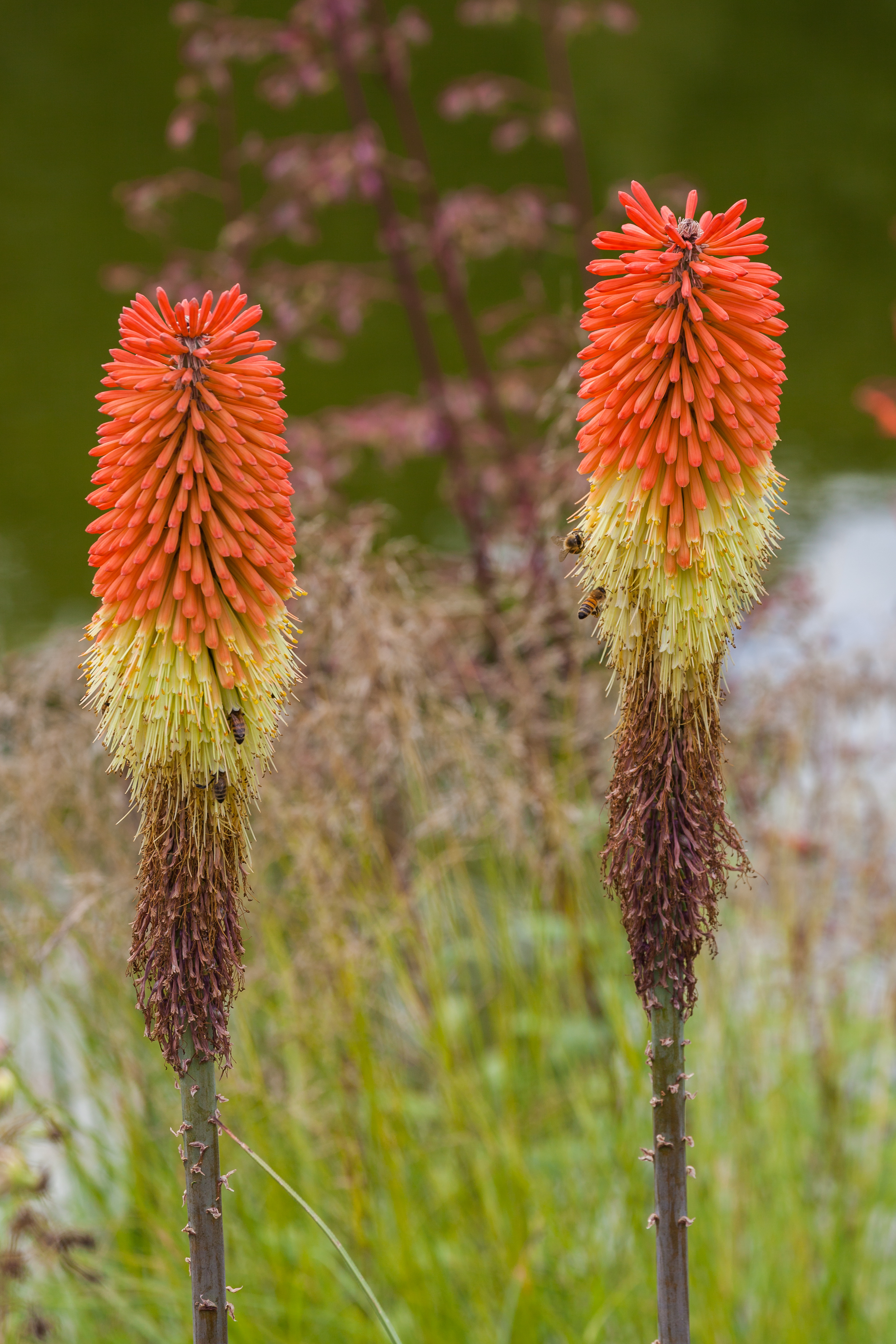
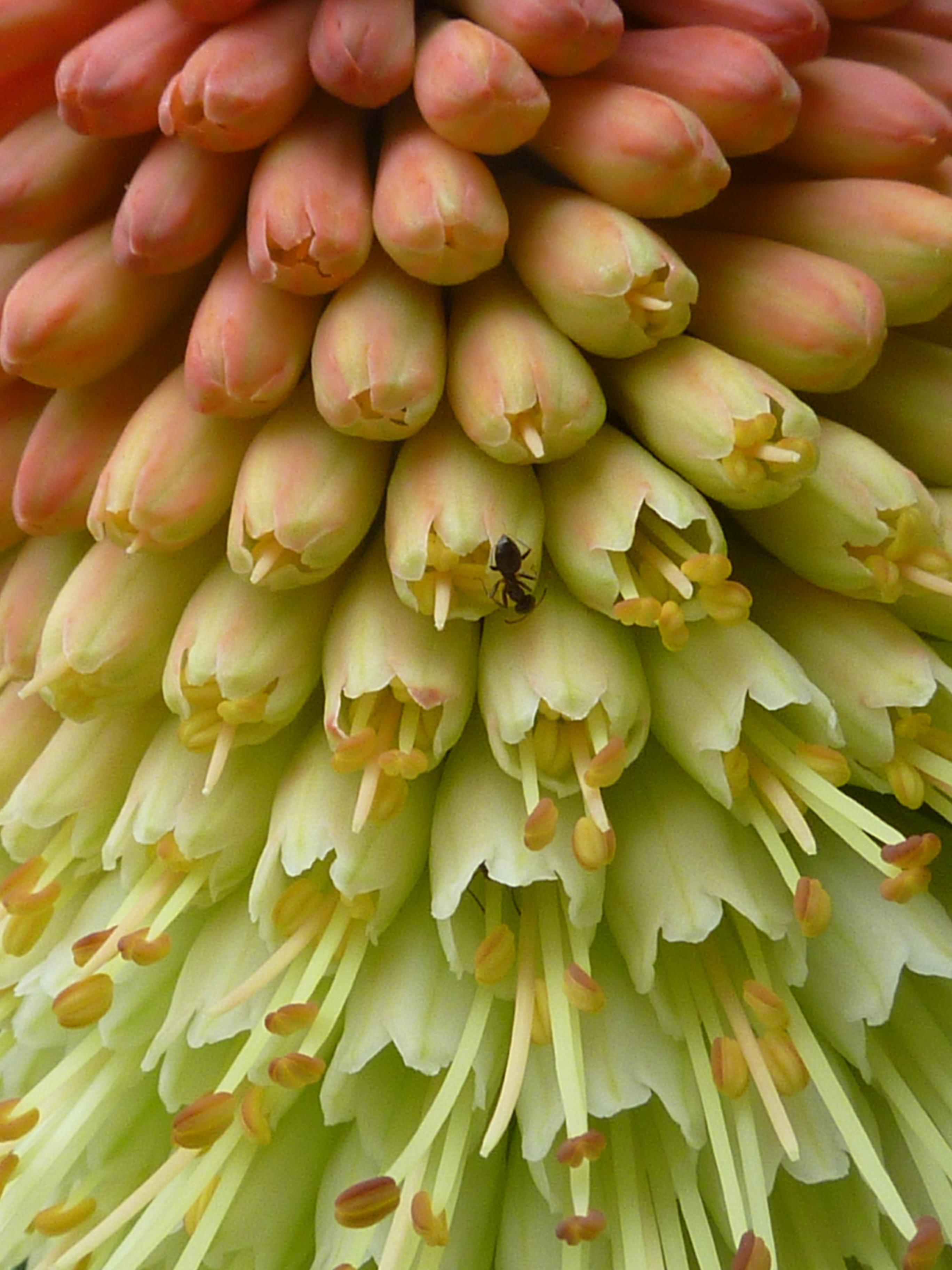
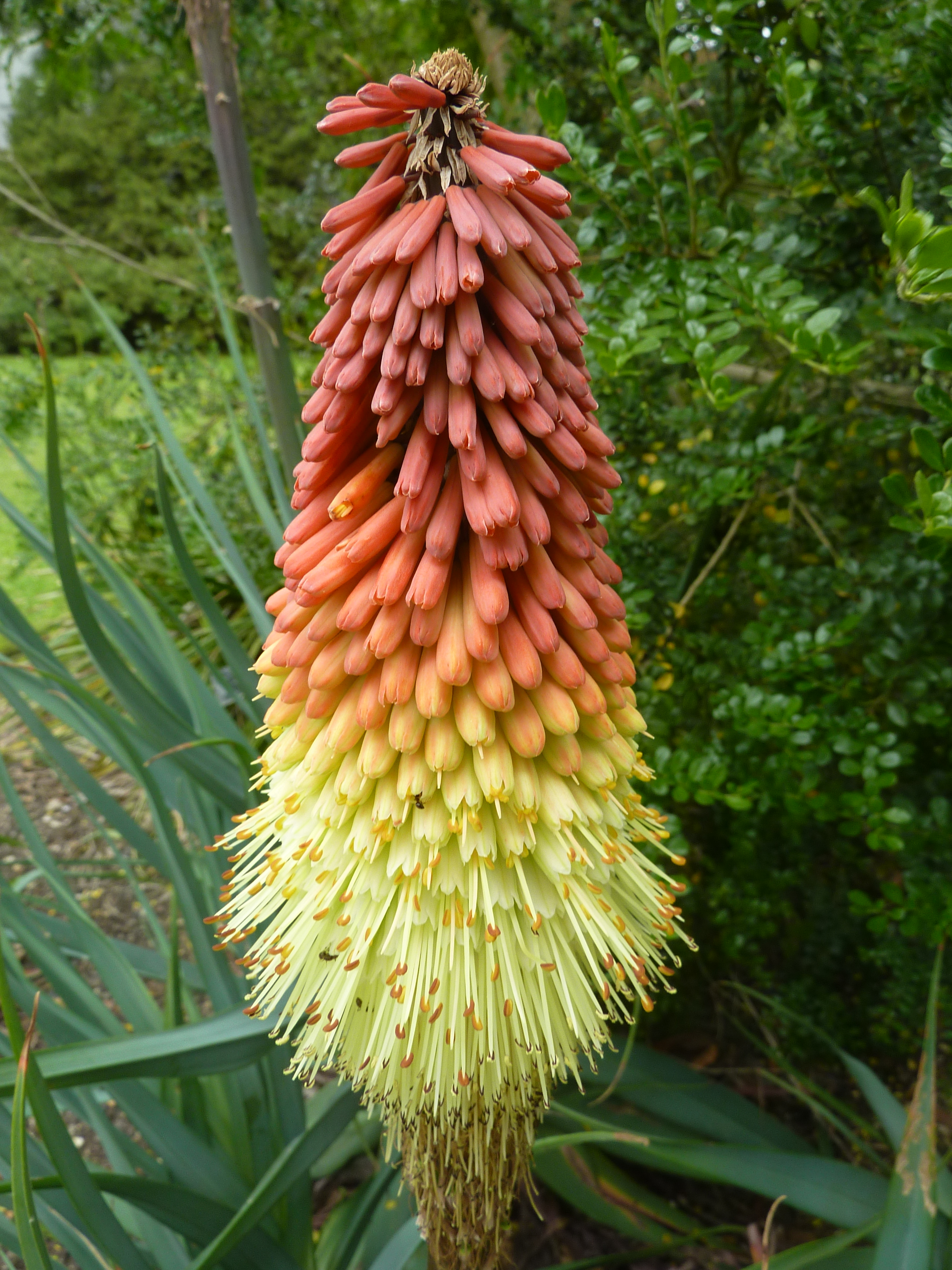
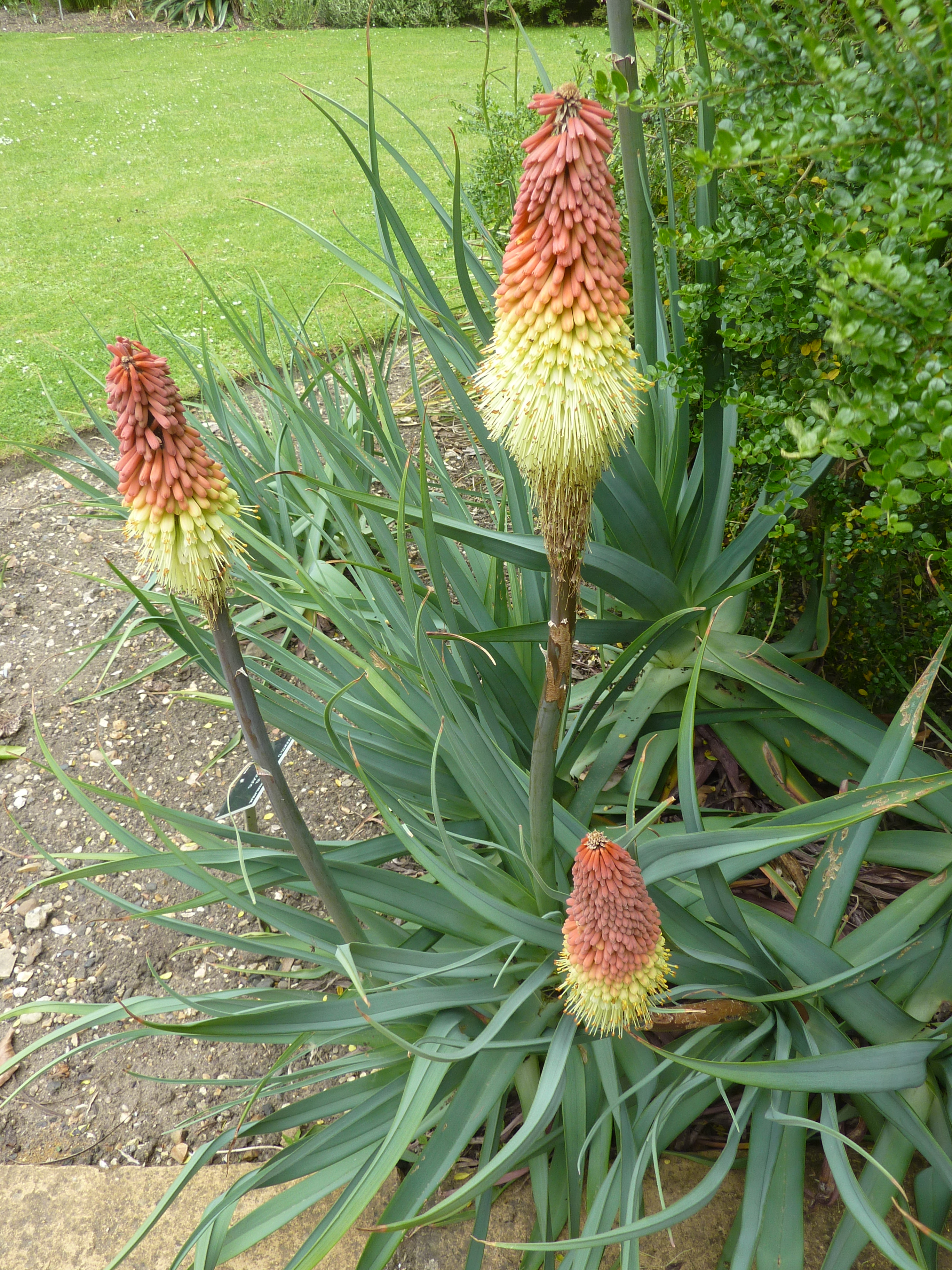
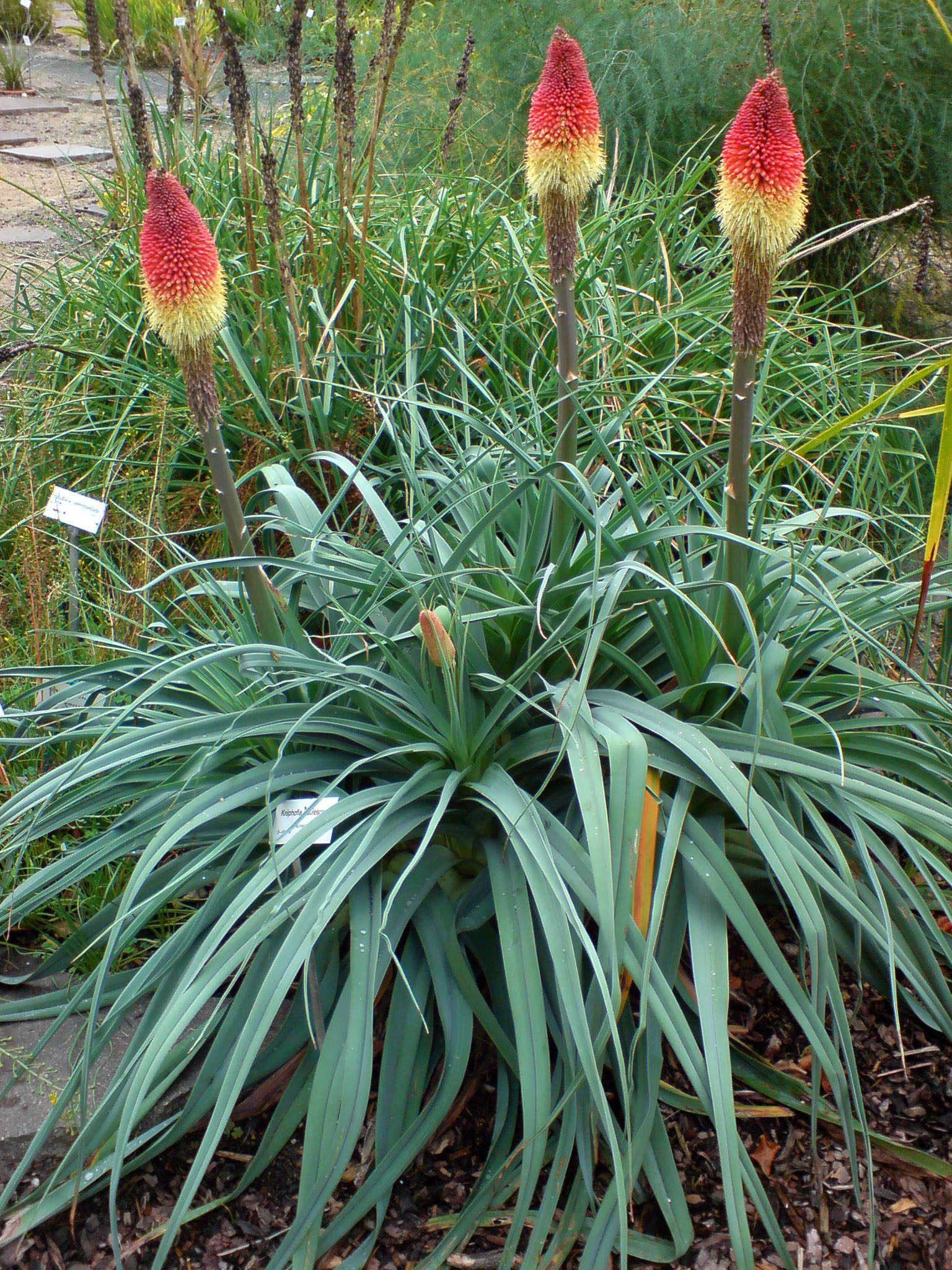